# Bhagat Singh
Bhagat Singh (27. září 1907 – 23. března 1931) byl indický ateista, socialista a politik.

## Život
Narodil se roku 1907 v Pandžábu v tehdejší Britské Indii. Studoval na škole založené tehdejším veřejným činitelem Lala Lajpatem Rajem v opozici proti britskému školnímu systému v Indii. O Rajově smrti panovaly spekulace, že zemřel násilně na popud britské správy. Tehdy se Singh rozhodl s několika přáteli z organizace Hindustan Socialist Republican Association (někdy také Hindustan Socialist Republican Army) zastřelit vrchního policejního superintendanta Jamese Scotta, o němž se domnívali, že je za zásah proti Rajovi zodpovědný. Omylem však zastřelili jedenadvacetiletého policistu Johna Saunderse. Singh se se svými spolupracovníky poté skrýval a společně konali letákové akce. Veřejné sympatie si Bhagat Singh získal také tím, že se ve vězení připojil ke spoluvězni, který držel hladovku za zlepšení vězeňských podmínek. V březnu 1931 byl pak Bhagat Singh oběšen za smrt Johna Saunderse a ještě jednoho policisty, kterého se spolupracovníkem na útěku zastřelili.

## Názory
Bhagat Singh začal zpochybňovat náboženství a jeho smysl kvůli násilnostem v Indii mezi různými národnostními i náboženskými skupinami. Zejména proto, že byl svědkem těchto sporů mezi etniky aanáboženstvími, jimž přitom byl společný odpor proti Britům. Sepsal tak několik děl, například Proč jsem ateista?